# Fujiwara no Tameie
Fujiwara no Tameie (藤原 為家);  (1198 - 27 mai 1275) est un poète japonais du XIIIe siècle.

## Biographie
Deuxième fils du célèbre Fujiwara no Teika, il est une figure centrale d'un cercle poétique japonais après la guerre de Jōkyū. Il se fait connaître au milieu des années 1230 comme auteur de poèmes waka. En 1251, il complète la dixième anthologie poétique impériale Shokugosen Wakashū (続後撰和歌集). Il participe également à l'élaboration de la collection Shokukokin Wakashū (続古今和歌集) qui paraît en 1265. Lui-même écrit quelque 2 000 poèmes waka, dont près de 500 sont inclus dans les collections impériales. En 1241, il est nommé à la fonction de dainagon et en 1250, au poste de ritsuryō au ministère de la Taxation (en) (民部省 Minbu-shō). Il est connu comme joueur de kemari à la cour impériale. En 1256, il se retire de la vie publique et se fait moine sous le nom Mimbukyō-nyūdō.
Fujiwara no Tameie épouse en secondes noces la poétesse Abutsu ni avec laquelle il a deux enfants. Une dispute s'élève plus tard entre ses fils de son premier mariage, Nijō Tameuji, (Fujiwara no Tameuji) et Kyōgoku Tamenori d'un côté et son premier fils de son second mariage, Reizei Tamesuke, de l'autre, au sujet de l'héritage du père.  Cela a pour conséquence la création de trois écoles rivales de poètes : les Nijō (école poétique Nijō-ha, sans parenté avec le clan de la famille Nijō), les Kyōgoku (école poétique Kyōgoku-ha) et les Reizei.
Il est regardé comme l'un des trente-six nouveaux poètes immortels